# Villa Tercera
Villa Tercera es un barrio argentino ubicado en la localidad de Los Ralos, Departamento Cruz Alta, Provincia de Tucumán. Se encuentra al oeste de la Ruta Provincial 321, formando un edilicio continuo con la villa de Los Ralos. Es la zona más baja de la localidad, siendo la más afectada por precipitaciones intensas.

## Población
Integra el aglomerado urbano de la ciudad de Los Ralos, totalizándose una población total de  9,429 habitantes (Indec, 2010)